# أودري تاتو
أودري تاتو (بالفرنسية: Audrey Tautou)‏ (ولدت في 9 أغسطس 1976)، هي ممثلة فرنسية عرفها المشاهدين حول العالم في دور أميلي في الفيلم الفرنسي الذي يحمل نفس الاسم (2001, Le Fabuleux Destin d'Amélie Poulain)، وفي دور صوفي نيفيو في فيلم شيفرة دا فينشي (2006).

## حياتها المهنية
أول أدوارها السنيمائية بعمر الثامنة عشر كانت الفيلم الفرنسي مؤسسة الزهرة للتجميل نالت جائزة أفضل ممثلة في مهرجان بيزيرز التاسع عام 1998 لمشاركتها بالمهرجان, فازت بجائزة سوزان بيانكتي باعتبارها ممثلة سنيما واعدة عام 2000, و أشاد النقاد بدورها في فيلم أميلي عام 2001 الذي لاقي نجاجاً من حيث شباك التذاكر أيضاً، أظهرت إهتمامها بالتمثيل منذ الصغر، حيث درست التمثيل في مدرسة كورفلوران الفرنسية ، كما شاركت في العديد من الأفلام منها.

## حياتها الشخصية
والدها جراح أسنان ووالدتها تعمل بالتدريس, أظهرت إهتمامها بالتمثيل في سن صغيرة و بدأت في دروس التمثيل في مدرسة كور فلوران الفرنسية. 

## الأفلام
- (2001) أميلي[6]
- (2004) خطوبة طويلة جدا[7]
- (2006) شيفرة دا فينشي[8]
- (2012) تيريز ديكويرو

## وصلات خارجية
- أودري تاتو على موقع IMDb (الإنجليزية)
- أودري تاتو على موقع ميتاكريتيك (الإنجليزية)
- أودري تاتو على موقع الموسوعة البريطانية (الإنجليزية)
- أودري تاتو على موقع روتن توميتوز (الإنجليزية)
- أودري تاتو على موقع مونزينجر (الألمانية)
- أودري تاتو على موقع قاعدة بيانات الأفلام العربية
- أودري تاتو على موقع ألو سيني (الفرنسية)
- أودري تاتو على موقع ميوزك برينز (الإنجليزية)
- أودري تاتو على موقع تيرنر كلاسيك موفيز (الإنجليزية)
- أودري تاتو على موقع أول موفي (الإنجليزية)
- أودري تاتو تي في.كوم.
- مراجعة إم إس إن بي سي 24 نوفمبر 2004.